# Realpha
Realpha (também conhecida como RE) foi uma equipe de Fórmula 1 da Rodésia. Teve apenas uma participação em Grandes Prêmios, em 1965.
Com sede em Gweru, se inscreveu para o GP da África do Sul com seu fundador, o também piloto Ray Reed. O carro, equipado com motor Alfa Romeo e com um adesivo intitulado "Ray's Engineering", desistiu de participar da corrida. Reed, um dos 4 sul-rodesianos inscritos no grid (os outros foram John Love, Clive Puzey e Sam Tingle), que participaram da prova (Puzey não conseguiu vaga), também disputou o Rand Grand Prix, uma etapa extra-campeonato realizada em 1964.
Peter Huson foi o outro piloto que defendeu a escuderia, porém não chegou à Fórmula 1 - disputou o GP da Rodésia de 1966, válido pelo Campeonato Sul-Africano, abandonando-o em decorrência de um acidente.